# Большие Жезлы
Большие Жезлы — деревня в Торошинской волости Псковского района Псковской области России.
Расположена в 20 км к северо-востоку от Пскова, в 1 км к западу от деревни Торошино.
Численность населения деревни по состоянию на 2000 год составляла 11 человек.